# Румянцево (Рузский городской округ)
Румянцево — деревня в Рузском районе Московской области, входящая в состав сельского поселения Старорузское. Население — 11 жителей на 2006 год. До 2006 года Румянцево входило в состав Старорузского сельского округа.
Деревня расположена в центре района, на берегу безымянного левого притока реки Рузы, практически — юго-восточная окраина города Руза, высота центра деревни над уровнем моря 190 м. Другой ближайший населённый пункт — Старотеряево в 1,2 км южнее, у западной окраины Румянцево проходит автодорога А108 Московское большое кольцо.